# Teatro Lirico di Milano
Il Teatro Lirico Giorgio Gaber, già Teatro della Canobbiana (talvolta indicato anche come La Canobbiana), è uno storico teatro di Milano.

## Storia
Nel 1717 a Milano venne costruito il Teatro Regio Ducale in un'ala del palazzo Reale; ma un incendio lo distrusse completamente il 25 febbraio 1776.
L'arciduca Ferdinando, figlio di Maria Teresa d'Austria, propose di dotare la città di Milano di due teatri: il principale ("nobile") da erigere nei pressi della corte sull'area della sconsacrata chiesa di Santa Maria alla Scala, ovvero l'attuale Teatro alla Scala, mentre il secondo ("popolare") da costruire sull'area delle scuole cannobiane, fondate da Paolo da Cannobio (da cui il nome).
La Scala era il "teatro grande", l'altro un secondo teatro, i cui palchi erano di proprietà degli stessi palchettisti della Scala, salvo il fatto che, essendo più piccolo, alcuni, estratti a sorte, dovettero rinunciare ad avere un palco anche nel "teatro piccolo".
Entrambi i progetti, simili tra loro nella tipologia del teatro all'italiana con pianta a ferro di cavallo e con vari ordini di palchi e loggione, vengono affidati a Giuseppe Piermarini, Regio architetto.
Il nuovo teatro, detto "la Cannobiana", viene inaugurato un anno dopo del Teatro alla Scala, la sera del 21 agosto 1779, con uno spettacolo e musiche di Salieri. Varie sono le rappresentazioni che vi si svolgono nelle varie stagioni teatrali; da ricordare quella del 1832, nella quale la Cannobiana è scelta da Gaetano Donizetti per la prima di L'elisir d'amore, con Giuseppe Frezzolini, diretto da Alessandro Rolla. I due maggiori teatri milanesi furono per lungo tempo gestiti insieme dagli impresari che si succedettero nella conduzione.

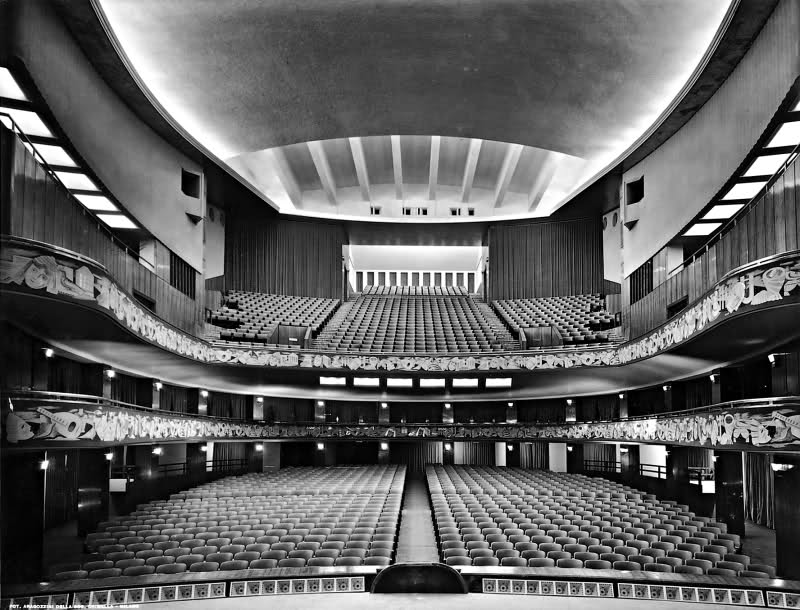
L'interno del teatro lirico appena restaurato da Antonio Cassi Ramelli, nel 1938

Con la riduzione delle sovvenzioni comunali e statali, per la Cannobiana dal 1870 inizia una situazione di declino. È l'editore musicale Edoardo Sonzogno a dargli nuova vita: lo fa restaurare e gli muta il nome in Teatro Lirico Internazionale (1894). Il teatro riprende ad essere un importante centro di cultura, ospitando le prime di Francesco Cilea (Adriana Lecouvreur), diretta da Cleofonte Campanini, con Angelica Pandolfini, Enrico Caruso e Giuseppe De Luca), e Leoncavallo, oltreché le prime serate di successo per Caruso. Nel 1904 vi esordisce la prima de La figlia di Iorio di Gabriele D'Annunzio.
Il 18 aprile 1914 ospita la prima del film Cabiria di Giovanni Pastrone, considerato il primo kolossal della storia del cinema, insieme al Teatro Vittorio Emanuele di Torino. Il 21 novembre 1914 vi si proietta un altro classico del cinema muto: Il fornaretto di Venezia (1914) di Luigi Maggi.
Il 23 novembre 1923 va in scena con successo la prima assoluta de Il Paese dei Campanelli e nel 1926 di Primarosa di Giuseppe Pietri, con Nuto Navarrini e di Gigolette di Carlo Lombardo.
Nel 1926 ritorna ad essere proprietà del comune di Milano.
Un grave incendio lo danneggia nel 1938. Il comune decide allora di ricostruirlo in forme nuove: del progetto viene incaricato l'architetto Cassi Ramelli. Tra il 1943 e il 1945 il Lirico ospita la stagione del Teatro alla Scala, andato distrutto per i gravi bombardamenti angloamericani che avevano colpito Milano.

Mussolini durante il discorso del Lirico

Il 16 dicembre 1944 Benito Mussolini pronuncia quello che sarà il suo ultimo comizio, il discorso della riscossa.
Nel dopoguerra, il Teatro Lirico ritorna a svolgere il suo ruolo culturale. Nel 1960 il comune lo concede al Piccolo Teatro di Paolo Grassi e Giorgio Strehler, per il quale funziona come "sala grande". Si apre un'importante stagione di opere di Brecht, di balletto, di concerti di Giorgio Gaber, Mina, Vinícius de Moraes e di manifestazioni politiche, fino agli anni novanta, quando una crisi finanziaria ne provoca la chiusura. Nel 1975 avviene la prima assoluta di Al gran sole carico d'amore di Luigi Nono, diretta da Claudio Abbado, nel 1976 di Oggetto amato di Sylvano Bussotti, con Cathy Berberian e Claudio Desderi e nel 1990 di Blimunda di Azio Corghi per il Teatro alla Scala di Milano, con Moni Ovadia ed i Swingle Singers, diretti da Zoltán Peskó. Dal 1997 al 1999 il teatro ha ospitato le stagioni dell'orchestra sinfonica di "Milano Giuseppe Verdi".
Nel 2003 è stato dedicato a Giorgio Gaber.
Nel 2017 la multinazionale olandese Stage Entertainment annuncia la presa in gestione del teatro.
A seguito della conclusione dei restauri iniziati nel 2016, sabato 18 dicembre 2021 il teatro, luogo-simbolo dello spettacolo milanese, è stato riaperto, dopo oltre vent’anni, con un ‘open day‘ che ha dato la possibilità a tutti di visitarlo. Il teatro era ufficialmente chiuso dal 1999.

## Curiosità
Un modo di dire in dialetto milanese recita: Andemm al teater de la Canobbiana, sota i covert de lana (Andiamo alla Cannobbiana, sotto le coperte di lana), per dire andiamo a dormire.
Il detto deriva dalla mancanza di riscaldamento nel teatro, perciò, nei mesi freddi, gli/le spettatori/trici si portavano una coperta per scaldarsi.